# Старопавловский сельсовет
Старопа́вловский сельсове́т — упразднённое сельское поселение в составе Кировского района Ставропольского края Российской Федерации.
Административный центр — станица Старопавловская.

## География
Находилось в южной части Кировского района. Расстояние от административного центра муниципального образования до районного центра — 16 км.

## История
С 1 мая 2017 года, на основании Закона Ставропольского края от 5 декабря 2016 года № 116-кз, все муниципальные образования Кировского муниципального района (городское поселение город Новопавловск, сельские поселения Горнозаводской сельсовет, Зольский сельсовет, Комсомольский сельсовет, станица Марьинская, Новосредненский сельсовет, Орловский сельсовет, Советский сельсовет, Старопавловский сельсовет, посёлок Фазанный) были преобразованы, путём их объединения, в Кировский городской округ.

## Население
| 1989  | 2002  | 2010  | 2011  | 2012  |
| ----- | ----- | ----- | ----- | ----- |
| 2794  | ↗3634 | ↘3422 | ↘3408 | ↘3399 |
| 2013  | 2014  | 2015  | 2016  | 2017  |
| ↘3390 | ↘3331 | →3331 | ↘3313 | ↗3320 |

### Национальный состав
По итогам переписи населения 2010 года проживали следующие национальности (национальности менее 1 %, см. в сноске к строке «Другие»):
| Национальность | Численность | Процент |
| -------------- | ----------- | ------- |
| Русские        | 2826        | 82,58   |
| Цыгане         | 218         | 6,37    |
| Даргинцы       | 109         | 3,19    |
| Корейцы        | 71          | 2,07    |
| Армяне         | 48          | 1,40    |
| Украинцы       | 34          | 0,99    |
| Другие         | 116         | 3,39    |
| Итого          | 3422        | 100,00  |

## Состав сельского поселения
До упразднения Старопавловского сельсовета в состав его территории входили 2 населённых пункта:
| № | Населённый пункт    | Тип населённого пункта          | Население |
| - | ------------------- | ------------------------------- | --------- |
| 1 | Крупско-Ульяновский | хутор                           | ↗500      |
| 2 | Старопавловская     | станица, административный центр | ↘2851     |

## Местное самоуправление
- Совет депутатов сельского поселения Старопавловский сельсовет (состоял из 10 депутатов, избираемых на муниципальных выборах по одномандатным избирательным округам сроком на 5 лет)[20]
- Администрация сельского поселения Старопавловский сельсовет[20]

Председатели совета депутатов
- с 8 октября 2006 года — Мараховский Евгений Борисович
- с 5 марта 2012 года — Коновалов Андрей Алексеевич

Главы администрации
- с 8 октября 2006 года — Мараховский Евгений Борисович, глава сельского поселения[21]
- с 5 марта 2012 года — Коновалов Андрей Алексеевич, глава сельского поселения[22]

## Инфраструктура
- Дом культуры
- Эксплуатационный участок Малка-Кура — филиал Управления эксплуатации межреспубликанских магистральных каналов

## Образование
- Детский сад № 15 «Веселый улей»
- Детский сад № 26 «Колокольчик»
- Средняя общеобразовательная школа № 9
- Специальная (коррекционная) общеобразовательная школа-интернат № 16

## Русская православная церковь
- Церковь святителя Николая Чудотворца. Основана в 1990 году[23]
- Молитвенная комната в честь иконы Пресвятой Богородицы «Неупиваемая чаша». Основана в мае 2012 года[24]

## Памятники
- Братская могила 5 активистов и 48 красноармейцев, погибших за советскую власть. Январь 1919, 1946 года[25]
- Братская могила советских воинов, погибших при освобождении станицы от фашистских захватчиков. 1943, 1948 года[26]
- Братская могила советских воинов, погибших в борьбе с фашистами. 1942—1943, 1946 года[27]
- Памятник В. И. Ленину. 1964 год[28]
- Братская могила советских воинов, погибших в борьбе с фашистами. 1942—1943, 1946 года[29]